# EDGE Species
Evolutionarily Distinct and Globally Endangered (EDGE) Species representa um grupo desigual e de história evolutiva única. Eles possuem poucos parentes próximos e são, geralmente, extremamente incomuns em seu modo de viver e se comportar. Algumas espécies do EDGE, tais como elefantes e pandas, são conhecidas e já recebem considerável atenção quanto a sua conservação, mas muitas outras, como o golfinho-lacustre-chinês (o cetáceo mais raro do mundo), o morcego-nariz-de-porco-de-kitti (questionado como o menor mamífero do mundo) e as equidnas ainda são pouco conhecidos e com pobres estruturas para sua conservação. Pesquisas recentes indicaram que 70% das espécies de mamíferos mais arriscadas e evolutivamente distintas estão, atualmente, recebendo pouca ou nenhuma atenção quanto a sua conservação. Se essas espécies não são destacadas e conservadas, nós não só perderemos muitas das espécies únicas do planeta e um diferente grupo da biodiversidade, mas nós podemos, também, reduzir muito o potencial para a evolução futura. O Zoological Society of London (ZSL) lançou uma iniciativa global de conservação, o EDGE of Existence Programme para conscientizar e arrecadar fundos para a conservação dessas espécies.